# Glóbulo
Glóbulo é uma célula sanguínea que atua na defesa do corpo humano ou na circulação de oxigênio e gás carbônico (CO2).

## Tipos
- Glóbulo vermelho
- Glóbulo branco